# Eudyptes schlegeli
L'eudipte della Nuova Zelanda (Eudyptes schlegeli Finsch,1876), noto anche come pinguino reale o pinguino reale dal ciuffo dorato,  è un uccello della famiglia Spheniscidae che vive sull'isola Macquarie.

## Biologia

### Alimentazione
Si ciba prevalentemente di piccoli pesci catturati ma anche di piccoli gamberi o granchi

## Distribuzione e habitat
È presente sull'isola Macquarie e sugli isolotti adiacenti, situata geograficamente fra la Nuova Zelanda e l'Antartide e appartenente politicamente all'Australia.
Nidifica su spiagge o su pendii erbosi, fino 1-2 km dalla costa.